# Itsasoko Ama
Maillots
Itsasoko Ama ou Club d'Aviron Santurtzi est un club d'aviron fondé en 1967. Il tire son nom (Itsasoko Ama) en honneur de la Vierge de la Mer, patronne du quartier de pêcheurs de Mamariga, vénérée dans église-ermitage de ce quartier.

## Palmarès
- 3 Drapeau Grand prix du Nervion.
- 1 Drapeau Caja de Ahorros Municipal.
- 4 Drapeau El Corte Inglés.
- 3 Drapeau Ciudad de Castro Urdiales: 1977, 1979 et 1980.
- 4 Championnat d'Espagne de trainières: 1977, 1979, 1980 et 1985.
- 9 Championnat de Biscaye de Trainières.
- 3 Drapeau de La Concha: 1977, 1979 et 1985.
- 3 Drapeau de Getxo: 1979, 1987 et 1988.
- 1 Drapeau de Santander: 1979.
- 1 Drapeau de Laredo: 1978.
- 4 Drapeau de Zarautz: 1979, 1980, 1981 et 1985.
- 1 Trophée Portus Amanus: 1979.
- 1 Drapeau Villa de Bilbao: 2005.
- 1 Drapeau de Santoña: 1980.
- 1 Grand Prix d'Astillero: 1980.
- 1 Drapeau Marina de Cudeyo: 1981.
- 1 Drapeau Sustraiak Juegos de Euskadi.
- 4 Drapeau de Santurtzi: 1983, 1985, 2002 et 2010.
- 5 Drapeau de Portugalete: 1986, 1987, 1989, 1996 et 2000.
- 1 Drapeau de Deusto.
- 2 Drapeau Teresa Herrera: 1988
- 6 Drapeau d'Erandio: 1988, 1989, 1993, 1994.
- 1 Drapeau de la Diputación Foral.
- 1 Drapeau Traversée Lekeitio-Ondarroa.
- 1 Drapeau de Bermeo.
- 1 Drapeau de Zumaia: 1994.
- 1 Drapeau de Lekeitio.
- 1 Drapeau de Ondarroa: 1993.
- 1 Drapeau Babcock Wilcox (Sestao).
- 1 Drapeau de Hernani.
- 1 Drapeau de Bayonne.
- 1 Drapeau d'Hondarribia (Timn).
- 1 Drapeau Campen Liga Vasca B.
- 1 Drapeau Descente de Castro.
- 1 Drapeau Descente de Deusto, Memorial Jon Sasieta.
- 1 Drapeau San Andrés (Castro).
- 3 Championnat de Biscaye de Batels.
- 16 Championnat du Pays basque de Batels.
- 5 Championnat d'Espagne de batels: .
- 4 Championnat de Biscaye de Trainerillas.
- 2 Championnat du Pays basque de Trainerillas.
- 2 Drapeau Campen Liga Trainerillas de Vizcaya.
- 1 Régate Classification drapeau Castro Urdiales.
- 2 Drapeau de la Cruz Roja (Castro-Urdiales): 1980 et 1983.
- 1 Trophée Régate de Trainières Ibilaldia.
- 1 Trophée Descente Trainières de Deusto.
- 1 Trophée Descente du Nervion (Bilbao).

### Sources
- (es)/(eu) Cet article est partiellement ou en totalité issu des articles intitulés en espagnol « Club de Remo Santurce » (voir la liste des auteurs) et en basque « Itsasoko Ama » (voir la liste des auteurs).